# Gustavo Ponce
Gustavo Andrés Ponce Parada (La Pintana, Santiago de Chile, Chile, 25 de junio de 1991) es un futbolista chileno. Juega como Mediocampista en Limón FC de la Primera División de Costa Rica.

## Carrera

### Cobreloa
Su permanencia en la institución data de los 12 años, en las divisiones de la ciudad de Santiago de Chile, se traslada a las divisiones de Calama el año 2008. Debuta en el profesionalismo y además de titular el día 24 de enero del 2010, en contra el equipo de Santiago Wanderers, encuentro válido por la primera fecha del torneo nacional de apertura 2010, concluyendo su participación en el minuto 65' del encuentro siendo reemplazado por el jugador Francisco Castro. El encuentro concluyó en victoria para el conjunto de Cobreloa por 2 goles a 1. además decir que Gustavo Ponce es de la población santo tomas de la comuna de la pintana haciendo sus inicios en la cancha conocida como la del "Simón". en aquella población lo llaman el "manzana". Anota su primer gol como profesional el día 16 de mayo de 2010, válido por el torneo Copa Chile Bicentenario, durante la primera fase del torneo, ante el equipo de Rengo Unido, en el transcurso de este mismo torneo vuelve a marcar en contra del equipo Municipal Iquique, en el minuto de los descuentos del primer tiempo, el resultado de tal fue de 2 a 1 a favor del equipo Municipal Iquique

### Naval
En la temporada 2012 fue enviado a préstamo al club Naval que compite en la Primera B del fútbol chileno para darle más minutos y experiencia al jugador loíno.

### Cobreloa
En 2012 regresó a Cobreloa bajo las órdenes del argentino estratego Javier Torrente.

## Clubes
| Club      | País       | Año       |
| --------- | ---------- | --------- |
| Cobreloa  | Chile      | 2010-2011 |
| Naval     | Chile      | 2012      |
| Cobreloa  | Chile      | 2012-2013 |
| Colchagua | Chile      | 2013      |
| Limón FC  | Costa Rica | 2014-Act. |